# Notodascillus sublineatus
Notodascillus sublineatus is een keversoort uit de familie withaarkevers (Dascillidae). De wetenschappelijke naam van de soort is voor het eerst geldig gepubliceerd in 1935 door Carter.